# Municipio (Serbia)

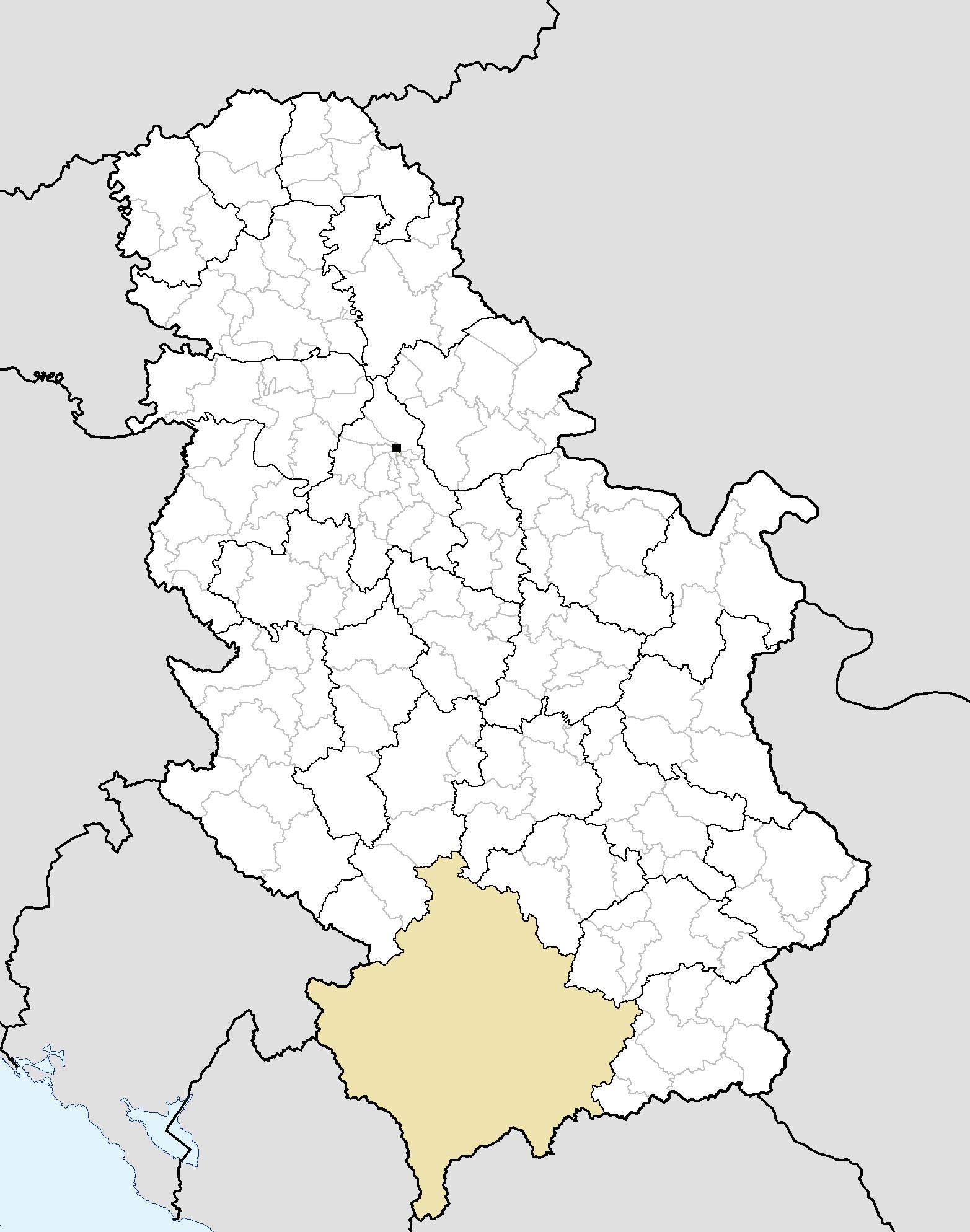
Mapa municipal de Serbia.

En Serbia, los municipios y ciudades (serbocroata: општине и градови / opštine i gradovi) son el segundo nivel administrativo de la organización territorial del país. El país se divide en 145 municipios (opštine, en singular opština; 38 en la región estadística de Serbia Meridional y Oriental, 42 en la de Šumadija y Serbia Occidental, 37 en Voivodina y 28 en Kosovo y Metojia) junto con 29 ciudades (gradovi, en singular grad; 9 en Serbia Meridional y Oriental, 10 en Šumadija y Serbia Occidental, 8 en Voivodina y una en Kosovo y Metojia), formando en su conjunto el nivel básico del gobierno local.
Los municipios y ciudades son las unidades básicas del país, y en su conjunto forman los 29 distritos del país, excepto la capital Belgrado que no forma parte de ningún distrito.
Aunque en teoría las ciudades son un tipo especial de municipio, la principal peculiaridad de Serbia con respecto a otros países europeos con esta distinción geográfico-administrativa es que las ciudades serbias pueden estar divididas o no en municipios urbanos (gradske opštine, singular: gradska opština) dependiendo de su tamaño. Actualmente, seis ciudades de Serbia no forman un municipio sino un conjunto de municipios: Belgrado (con peculiaridades), Novi Sad, Niš, Požarevac, Užice y Vranje. Estos pueden ser "propiamente urbanos" (en la propia ciudad) y "suburbanos" (comprendiendo alrededores de la ciudad). Hay 30 municipios urbanos en el país (17 en Belgrado, 5 en Niš, y 2 en cada una de las otras cuatro ciudades).

## Estatus jurídico

### Municipios de régimen común
Como en muchos otros países, los municipios son las entidades básicas del gobierno local de Serbia. Están dirigidos por un "presidente municipal" (no un alcalde, ya que dicho cargo solo existe en las ciudades pese a que a veces se designa informalmente así a los presidentes), acompañado por un "consejo municipal" que ejerce el poder ejecutivo y una "asamblea municipal" que ejerce el poder normativo. La asamblea se elige en elecciones locales cada cuatro años, mientras que el presidente y el consejo son elegidos por la asamblea. Los municipios cuentan con sus propias propiedades y presupuesto, y pueden incluso tener compañías públicas.
Los municipios están compuestos geográficamente por una villa que es su capital y le da nombre, junto con un conjunto de pueblos, que por lo general son entidades geográficas y no administrativas. Si no hay localidades relevantes en el término municipal, el municipio puede estar compuesto únicamente por pueblos, siendo uno de ellos la capital que le da nombre. Solo existe un municipio que, por motivos históricos, tiene un nombre diferenciado de su capital: "Gora" (la región de los goranis), cuya capital es Dragaš. Este municipio solo existe en la ficción jurídica serbia, ya que está controlado por Kosovo y en 2000 la MINUK lo fusionó con Opolje para crear el actual municipio kosovar de Dragaš.
El actual sistema municipal serbio está muy criticado por los partidarios de una reforma que señalan que, con cincuenta mil habitantes de media, los municipios serbios son los mayores de Europa, tanto en territorio como en población, dando lugar a una Administración local ineficiente a la hora de distribuir un presupuesto prácticamente comarcal en proyectos locales.

### Ciudades
Las ciudades son otra forma de autogobierno local. Al igual que en otros países europeos con distinción entre municipio y ciudad, la diferencia es básicamente de población: las ciudades suelen tener más de cien mil habitantes en su territorio, pero por lo general funcionan de forma muy parecida a los municipios. Hay 27 ciudades (gradovi, en singular: grad), cada una con su propia asamblea y presupuesto. Solo las ciudades tienen alcaldes (gradonačelnici, singular: gradonačelnik), aunque coloquialmente se usa mucho ese término para referirse a los presidentes de los municipios.
El territorio de una ciudad está compuesto por la propia ciudad y los pueblos que dependen administrativamente de ella. Todas forman parte de un distrito (aunque se dividan en varios municipios urbanos), excepto la capital nacional Belgrado que forma por sí misma una entidad equiparada a un distrito.
Seis ciudades están divididas en municipios urbanos: Belgrado, Novi Sad, Niš, Požarevac, Užice y Vranje. En estos casos, las competencias administrativas se reparten entre la ciudad y sus municipios. Cada municipio urbano tiene asamblea propia y otras prerrogativas. Estos municipios pueden llegar a ser notablemente importantes en población: los dos municipios urbanos más poblados son Novi Sad (307 760 habitantes en 2011) y Novi Beograd (212 104 habitantes en 2011).
De las seis ciudades, Novi Sad todavía no ha completado el proceso de formación administrativa, por lo que Petrovaradin existe como municipio urbano principalmente sobre el papel; equiparándose en muchos aspectos el municipio de Novi Sad a la ciudad de Novi Sad. Por su parte, Kragujevac tuvo sus propios municipios urbanos entre 2002 y 2008. Užice se unió a la lista de ciudades con varios municipios en 2013, cuando se creó el municipio urbano de Sevojno.

### Estatus especial de Kosovo
La ley serbia considera a Kosovo como parte de Serbia (oficialmente la provincia autónoma de Kosovo y Metojia), rechazando la declaración de 2008. En la provincia serbia hay 28 municipios y una ciudad, aunque solo oficialmente. La Misión de Administración Provisional de las Naciones Unidas en Kosovo, que dirigió el territorio entre 1999 y 2008, modificó el mapa, incluyendo en Gora a Opolje (parte del municipio de Prizren) para formar el nuevo municipio de Dragaš y creando un nuevo municipio: Mališevo. Más tarde, entre 2005 y 2008, se crearon siete municipios nuevos: Gračanica, Elez Han, Junik, Parteš, Klokot, Ranilug y Mamuša. El Gobierno de Serbia no reconoce los cambios, pese a que por lo general se hicieron para que la minoría étnica serbia pudiera tener territorios donde votar como mayoría. En tres municipios (Gračanica, Klokot-Vrbovac y Ranilug), los partidos serbios obtuvieron la mayoría en las elecciones locales de 2009.
En el tratado de Bruselas (2013), el gobierno serbio aceptó desmantelar su administración local paralela en Kosovo a cambio de que el gobierno kosovar desarrollara la Comunidad de Municipios Serbios. Sin embargo, ambas partes se demoran en poner en marcha el acuerdo.